# Дубенка (притока Черјохе)
Дубенка (Дубна) (рус. Дубенка, Дубна) река је на западу европског дела Руске Федерације. Протиче преко централних делова Псковске области, односно преко територије Порховског рејона. Десна је притока реке Черјохе (притока Великаје), те део басена реке Нарве, односно Финског залива Балтичког мора.
Улива се у Черјоху као њена десна притока на 89 километру њеног тока узводно од ушћа.
Укупна дужина водотока је 34 km, а површина сливног подручја 108 km².